# Apokalipsa
Apokalipsa (starogrško ἀποκάλυψις, latinizirano: apokalipsis, dob. 'odkritje, odstiranje') označuje zapisano skrivno razodetje, zlasti v povezavi z dogodki ob koncu sveta. Danes v pogovornem smislu izraz apokalipsa večinoma predstavlja konec sveta. 
Izraz Apokalipsa v ožjem pomenu (z veliko začetnico) predstavlja drugo ime za zadnjo knjigo Svetega pisma: Razodetje. To knjigo je domnevno napisal sveti Janez Evangelist na otoku Patmosu. Poleg pozdravov različnim krščanskim skupnostim vsebuje tudi videnja povezana s koncem sveta.
Poleg Janezovega obstaja še več drugih razodetij, ki niso vključena v Sveto pismo. Vsem tem delom je skupno, da  opisujejo nekega preroka, ki mu angel posreduje nekakšno videnje. Videnja po navadi vsebujejo eshatološke prvine - vizije konca sveta.
Konec sveta razumejo verniki številnih verstev kot trenutek, ko se bodo izpolnile prerokbe, ko bo na zemljo prišel napovedani odrešenik ali kar Bog osebno. V tem smislu je konec sveta vesel dogodek. Vendar pa je po prepričanju mnogih konec sveta povezan z materialnim uničenjem sveta, zato izraz apokalisa pogosto enačimo tudi s katastrofo svetovnih razsežnosti. Mnogi ljudje tudi verujejo, da bo ob koncu sveta nastopila poslednja sodba, ko bo Bog ljudi razdelil na dobre in slabe.

## Moderni pogledi na konec sveta
Obstaja tudi več modernih scenarijev konca sveta. Med scenariji, ki jih omenja sodobna znanost (oziroma umetnost - zlasti  film) velja omeniti naslednje:
1. Pandemija smrtonosne bolezni;
2. Trk več kot 800km velikega asteroida ali kometa z Zemljo;
3. V velikih pospeševalnikih ustvarijo delec z lastnostmi črne luknje, ki pogoltne Zemljo;
4. Velikanski cunami opustoši gosto naseljene obale;
5. Izbruh supervulkana povzroči novo, tisočletno ledeno dobo;
6. Zemljo oplazi žarek umirajoče masivne zvezde - ves svet v trenutku doživi jedrsko opustošenje;
7. Nuklearna zima, podobno kot izbruh vulkana povzroči novo ledeno dobo.
8. Srečanje z napredno izvenzemeljsko raso, ki se za človeštvo ne izteče dobro.
9. Trčenje Zemlje z blodečo rjavo pritlikavko, z maso pod 83 masami Jupitra.
10. Trčenje Zemlje z blodečo zvezdo.

Ti scenariji se medsebojno ne izključujejo, dopuščajo pa tudi špekulacije o Božji vpletenosti.